# Ukrán Légierő
Az Ukrán Légierő (ukránul: Повітряні Сили, magyar átírásban: Povitrjanyi Szili), teljes nevén az Ukrán Fegyveres Erők Légiereje az Ukrán Fegyveres Erők egyik haderőneme. Személyi állománya kb. 35 ezer fő (2021-ben). 2022-ben több mint 200 repülőgéppel rendelkezett. A légierő harci helikopterekkel nem rendelkezik, azok a Szárazföldi Erők csapatrepülőinek kötelékébe tartoznak. A légierő parancsnoksága Vinnicjában található, megbízott parancsnoka 2024. augusztus 30-tól Anatolij Krivonozsko.

## Története
Az Ukrán Légierő az Ukrán Fegyveres Erők Főparancsnokságának 1992. március 17-i parancsa alapján jött létre. Alapjául a Szovjet Légierő 24. Légi Hadseregének vinnicjai parancsnoksága szolgált.
Az ukrán légierő a szovjet hadseregtől stratégiai hordozóeszközöket is örökölt. A Szovjetunió felbomlását követően priluki katonai repülőterén maradt 17 darab Tu–160 bombázó, Uzinban pedig 27 darab Tu–95MSZ stratégiai bombázó, valamint Ukrajna örökölt 1068 darab légi indítású manőverező robotrepülőgépet.

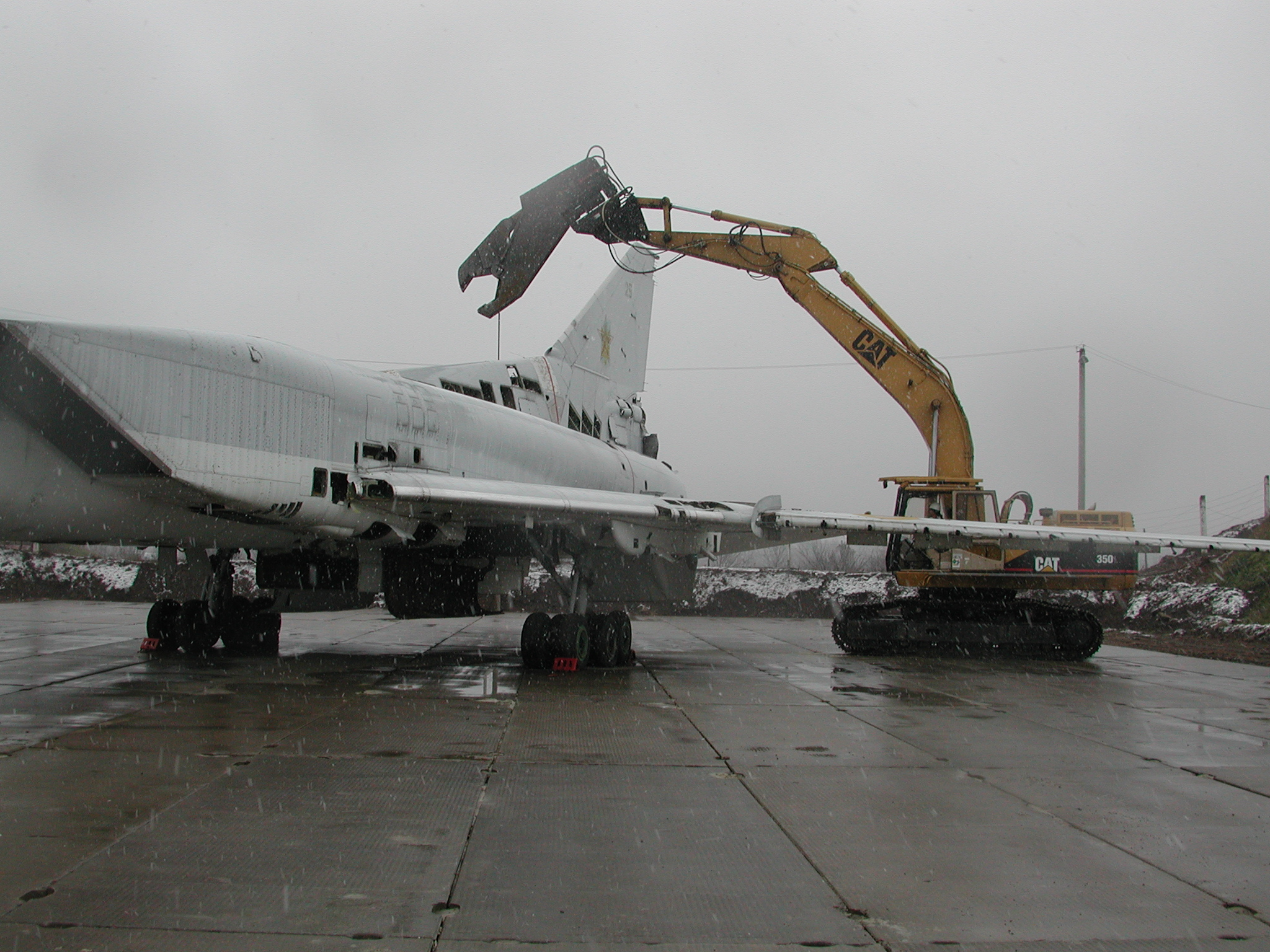
Tu–22-es bombázó szétbontása 2002-ben

Az örökölt 27 darab Tu–95MSZ stratégiai bombázó többségét szétbontották. Három gépet Ukrajna visszaadott Oroszországnak, három példányt pedig megtartott. A megmaradt három bombázóból egyet Poltavában állítottak ki, két másik gépet pedig üzemképes állapotban hagytak és polgári hasznosításra alakítottak át, amelyekkel légköri kutatásokat végeznek. A Tu–160 bombázók közül 8 darabot visszaadtak Oroszországnak, egy példányt a poltavai repülőmúzeumban állítottak ki, a többit szétbontották.
Ukrajna ezen felül néhány Tu–22M bombázót is örökölt a Szovjet Légierőtől, amelyek a poltavai légibázison állomásoztak. Ezeket a 2000-es évek elején kivonták a hadrendből és szétbontották. Három példánya (egy-egy Tu–22M0, Tu–22M2 és Tu–22M3 változatú gép) kiállítási tárgy Kijevben az Ukrán Állami Repülési Múzeumban.
A 2022-es orosz invázió idején sok eszköz megsemmisült, pontos számuk még nem ismert.

## Szervezete
- Nyugati Légi Parancsnokság (Lviv)
  - 114. vadászrepülő dandár
  - 7. közvetlen támogató dandár
  - 456. közvetlen támogató ezred
  - 11. légvédelmi tüzér ezred
  - 223. légvédelmi tüzér ezred
  - 540. légvédelmi tüzér ezred
- Központi Légi Parancsnokság (Vaszilkiv)
  - 9. vadászrepülő dandár
  - 40. harcászati repülődandár (Vaszilkiv)
  - 831. vadászrepülő dandár
  - 15. szállítórepülő dandár (Boriszpil)
  - 25. szállító repülő dandár
  - 456. szállító repülő dandár
  - 96. légvédelmi tüzér dandár
  - 120. légvédelmi tüzér dandár
  - 137. légvédelmi tüzér dandár
  - 108. légvédelmi tüzér ezred
  - 138. légvédelmi tüzér ezred
  - 156. légvédelmi tüzér ezred
  - 302. légvédelmi tüzér ezred
- Déli Légi Parancsnokság (Odessza)
  - 299. közvetlen támogató dandár
  - 28. vegyes állományú repülő század
  - 160. légvédelmi tüzér dandár
  - 208. gárda légvédelmi tüzér dandár
  - 301. légvédelmi tüzér ezred

## Fegyverzete
| Származási hely            | Megnevezés        | Feladatkör                          | Mennyiség         | Megjegyzés |
| Harci repülőgépek          | Harci repülőgépek | Harci repülőgépek                   | Harci repülőgépek | Harci repülőgépek |
| -------------------------- | ----------------- | ----------------------------------- | ----------------- | --- |
| Franciaország              | Mirage 2000       | vadászrepülőgép                     |                   | 2025. február 6-n adták át az első repülőgépeket Ukrajnának. |
| USA                        | F–16              | vadászrepülőgép                     |                   | 2025. február 6-n a Hollandia néhány darab F–16-os adott át Ukrajnának az ígért 26 db-ból. |
| Szovjetunió                | Szu–27            | vadászrepülőgép                     | 18 db             | |
| Szovjetunió                | MiG–29            | vadászrepülőgép                     | 21 db             | Közülük 5 db MU1 változatúra modernizálva. |
| Szovjetunió                | Szu–24            | vadászbombázó repülőgép             | 14 db             | Storm Shadow robotrepülőgép hordozására alkalmassá téve. |
| Szovjetunió                | Szu–25            | csatarepülőgép                      | 36 db             | 14 db Szu–25M1 változatúra modernizálva. A kelet-ukrajnai háborúban 2014 szeptemberéig 5 db-ot lőttek le és 2 db erősen megrongálódott. A harcképes, bevethető gépek pontos mennyisége nem ismert. |
| Kiképző repülőgépek        |                   |                                     |                   | |
| Csehszlovákia              | L–39 Albatros     | sugárhajtású kiképző repülőgép      | 40 db             | Ukrajnában L–39M1 változatúra modernizálva. |
| Ukrajna                    | HAZ–30            | kiképző repülőgép                   | 4 db              | |
| Szovjetunió                | Jak–52            | alapfokú kiképző repülőgép          | 4 db              | Ukrajnában a Szovjetunió megszűnésekor 80 db Jak–52-essel rendelkezett. A gépek fokozatosan kiöregedtek, napjainkban 11 db gép van meg, ebből 4 db üzemképes. |
| Felderítő repülőgépek      |                   |                                     |                   | |
| Szovjetunió                | Szu–24MR          | felderítő repülőgép                 | 23 db             | |
| Szovjetunió                | An–30B            | légifényképező repülőgép            | 3 db              | A gépek a boriszpili légibázison állomásoznak, a 15. szállítórepülő dandár üzemelteti őket. |
| Szállító repülőgépek       |                   |                                     |                   | |
| Szovjetunió                | Il–76MD           | szállító repülőgép                  | 6 db              | A gépeket a Melitopolban állomásozó 25. szállótórepülő dandár üzemelteti. A szolgálatban álló gépek oldalszáma: 76683, 76697, 76413, 76699, 76732, 78820. Egy gépet (oldalszáma: 76777) 2014. június 14-én orosz szeparatisták Igla hordozható légvédelmi rakétával lelőtték a luhanszki repülőtér közelében. 57 db üzemen kívüli gépet tárolnak (ezek többsége a melitopoli katonai repülőtéren és a zaporizzsjai repülőtéren található). 1992-ben Ukrajna területén 190 db Il–76-os volt, akkor ezek közül 22 db-t állított szolgálatba az Ukrán Légierő. |
| Ukrajna                    | An–24             | szállító repülőgép                  | 2 db              | További 4 db tárolva. |
| Ukrajna                    | An–26             | szállító repülőgép                  | 22 db             | Több repülőgépet átalakítottak és modernizáltak, hogy alkalmas legyen sebesültek szállítására. |
| Ukrajna                    | An–70             | szállító repülőgép                  | 1 db              | 2015. január 19-én rendszeresítették az Ukrán Légierőnél. |
| Szovjetunió                | Tu–134AK          | utasszállító repülőgép              | 1 db              | 1982-es gyártású, növelt komfortfokozatú gép. További egy gép konzerválva, tárolás alatt. |
| Helikopterek               |                   |                                     |                   | |
| Szovjetunió /              | Mil Mi-24         | harci helikopter                    | 35 db             | |
| Szovjetunió /              | Mi-8/Mi-17        | szállító helikopter                 | 100 db            | |
| Szovjetunió / Ukrajna      | M-8MSB1           | szállító helikopter                 | megrendelve       | - Ukrajna által modernizált változat. 2011-től áll hadrendbe. |
| UAV-ok és robotrepülőgépek |                   |                                     |                   | |
| Szovjetunió                | Tu–141            | felderítő robotrepülőgép            | 68 db             | A kelet-ukrajnai események miatt 2014-ben 68 darab, korábban kivont robotrepülőgépet állítottak szolgálatba ismét. |
| Törökország                | Bayraktar TB2     | csapásmérő pilóta nélküli repülőgép | 6 db              | 2019-ben rendszeresítették. A repülőgépekhez Ukrajna MAM-L légibombákat és UMTAS páncéltörő rakétákat is vásárolt Törökországtól. |